# ResMAN
ResMAN – bezprzewodowa sieć szerokopasmowa działająca w Rzeszowie. Przed rozszerzeniem granic sieć pokrywała zasięgiem około 60% powierzchni miasta.
W listopadzie 2004 projekt otrzymał środki z ZPORR-u w wysokości ok. 6,6 mln zł, przy kosztach całkowitych ok. 8,8 mln zł (co stanowi 75%).